# そわそわDrawing
『そわそわDrawing』（そわそわドローイング）は、火曜による日本の漫画作品。一迅社発行の『まんが4コマぱれっと』にて2013年9月号から2018年4月号まで連載された。

## あらすじ
絵が下手で女性が苦手な美大生・高陸洋一が出会ったのは、14歳のシャイな駆け出しヌードモデルの千暁萌葱だった。洋一が萌葱の裸をまともに見ることも描くことも出来なければ、萌葱もモデルとして堂々と裸になれず、互いにドキドキする毎日を描く。

## 登場人物
高陸 洋一（たかおか よういち）
主人公。白陽美術大学に通う1年生。子供の頃にある絵を見たことがきっかけとなり、画家になろうと決意するが、親からは代々教師の家系であることを理由に反対され、美術の教員免許を取得することを条件に美大へと進学した。性格は真面目・純粋・誠実だが、逆境やプレッシャーに弱い、いわゆるヘタレ。中学・高校と男子校だったため、免疫が無く、女性が大の苦手。絵も下手であるが、過去の回想では無芸無趣味だった子供の頃はそれなりに絵は上手かったようであり、それなりの素質は持っていて絵に対する情熱は誰にも負けていない。女性が苦手なのも色々と気を回しすぎることが原因で、普通の会話ならできる。
千暁 萌葱（ちあき もえぎ）
ヒロイン。6月25日生まれの14歳で、中学生とは思えないプロポーションを持つ美少女。純真かつシャイな性格で、絵に対するあこがれや思い入れは人一倍。なのに描く才能が皆無で、それでもなんとか芸術に貢献したいと願っている。だからこそ、叔父である有栖川教授の勧めをきっかけに、ヌードモデルとなることを決意。しかし恥ずかしくて、堂々と裸になれないでいる。当人は本気で『立派なヌードモデルになりたい』と願っており、ポーズの研究など熱心に行っている（でも、なぜか裸でいることに慣れようとはしない）が、そのことで洋一を混乱させることもある。中学では美化委員として過ごしている。
浅海 陽夏（あさみ はるか）
洋一と同じ美大に通う従姉妹で、絵は洋一より上手い。ルックスやスタイルは良いのだが、従姉妹で幼なじみであることに加え、ボーイッシュな外見と性格のため、洋一からはあまり女性として意識されていない。（しかし陽夏の側では洋一を少なからず意識している） 朝に弱く陽気。ズボラな性格だが、洋一や萌葱に何かと気を使うことも多い。
霜月 宵（しもつき よい）
洋一たちと同じ美大に通う同級生。洋一より年長だが正確な年齢は不詳。外見はきりっとした顔立ちの美少女で、腰どころか太腿までとどくほどのロングヘア。ただし非常に小柄かつ童顔で、時々小学生と間違えられるほど。本人も、自身の幼児体型がコンプレックスのようである。天才的な絵の才能を持ち、大学からは大いに期待されている。しかし理解し難い性格で、「天才とは変人である」を地でいくような人物。過去にヒッチハイクしながら世界を回っていたらしい。「なくては戦ができぬ」と言うほど焼き海苔好きである。まひるが同居するようになってからは、家計のやりくりに苦労している。
有栖川 薫（ありすがわ かおる）
洋一達が通う美大の油絵科教授。萌葱の叔父（母の弟）で親代わりとしてかなり純真な子に育てた。子供の頃から女装している。酒好き。洋一を絵が下手と評する一方でその情熱は評価しており、萌葱にはヌードモデルになることでシャイな性格を克服させようと2人を近づける。ラブホテルにあった物を流用したと思われる個人的なアトリエや多数のコスプレを所有している。
千暁 桜（ちあき さくら）
萌葱の母で有栖川の姉。｢爆乳｣と形容して良いほど胸が大きい。萌葱の顔立ちやプロポーションは、この母親譲りである。仕事の関係で海外出張が多いらしい。洋一の前で萌葱の胸を揉み「また大きくなった」ことを喜ぶなど、一見天真爛漫。しかし本人の自覚がないだけで、抜け目のない性格である。有栖川曰く「一族で最強の存在」。
霜月 まひる（しもつき まひる）
宵の妹で女子高生。常にハイテンションで開けっ広げな性格。アイドル志望であることが原因で両親と衝突、宵のところへ転がりこんできた。姉妹仲は良いが、食べ物の好みの違いとやや浪費家の傾向があることから、宵からは迷惑がられている。洋一や萌葱には、かなりなれなれしく接している。萌葱と違って、裸になることに抵抗が無い。

## 書誌情報
- 火曜 『そわそわDrawing』 一迅社 〈4コマKINGSぱれっとコミックス〉、全4巻
  1. 2014年10月22日発売 ISBN 978-4-7580-8221-1
  2. 2015年10月22日発売 ISBN 978-4-7580-8248-8
  3. 2017年1月21日発売 ISBN 978-4-7580-8277-8
  4. 2018年4月21日発売 ISBN 978-4-7580-8304-1